# Landschaftsschutzgebiet Poľana
Das Landschaftsschutzgebiet Poľana (slowakisch Chránená krajinná oblasť Poľana) ist ein Landschaftsschutzgebiet genau im Herzen der Slowakei. Es umfasst sowohl das namensgebende Gebirge Poľana als auch einen Teil der Veporské vrchy und liegt vollständig im politischen Bezirk Banskobystrický kraj (Okresy Banská Bystrica, Brezno, Detva und Zvolen). Seit 1990 ist hier das UNESCO-Biosphärenreservat Poľana eingerichtet.
Der Sitz der Verwaltung befindet sich in Zvolen.

## Geographie

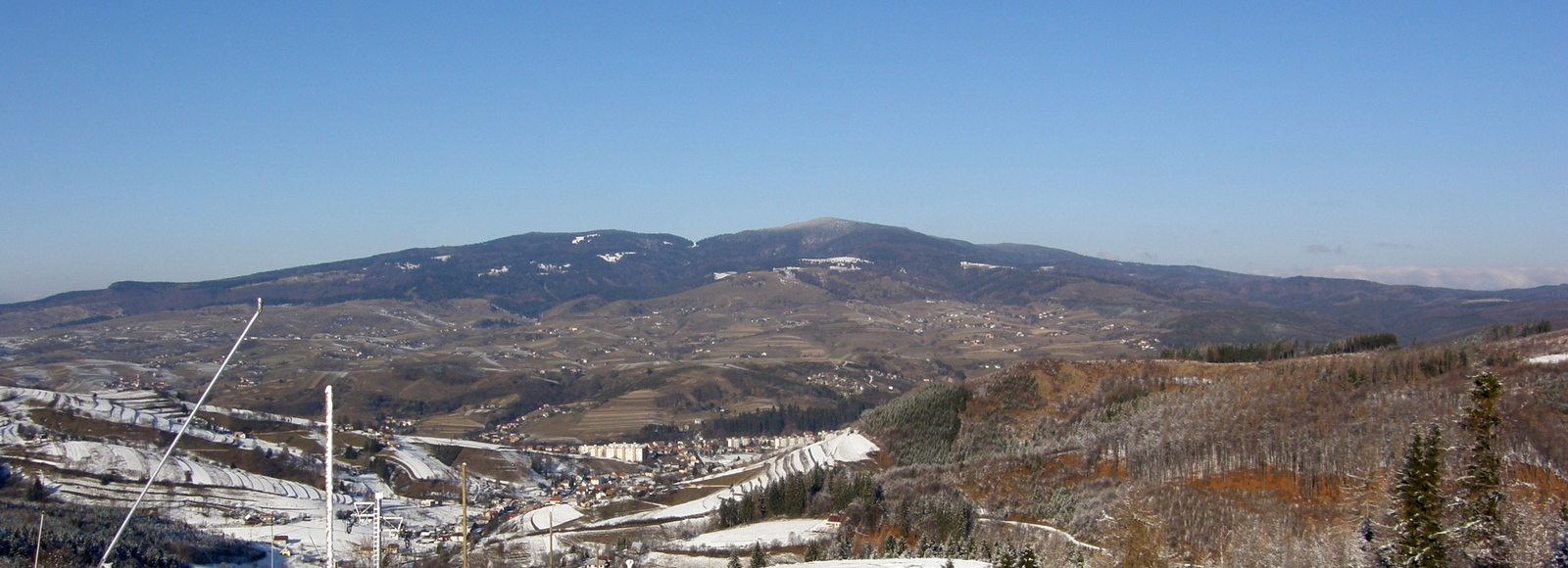
Poľana

Das CHKO Poľana befindet sich in der Mitte der Slowakei; am Berg Hrb (1255 m n.m.) an der Nordgrenze liegt der geographische Mittelpunkt der Slowakei. Die Mehrheit des Gebiets bildet das Gebirge Poľana, das zum Slowakischen Mittelgebirge gehört. Es handelt sich um ein erloschenes Vulkangebirge, dessen Herzstück der tertiäre Stratovulkan Poľana ist. Der zentrale Teil wird von einer Caldera gebildet, einer fast genau ringförmigen Depression, deren Querschnitt etwa sieben Kilometer beträgt (zum Vergleich, der Querschnitt des ganzen Vulkans beträgt etwa 18 km). Durch eine Seite der Caldera bricht der Bach Hučava und sammelt weitere Bäche aus der Umgebung, um bei Zvolen in die Slatina zu münden. Auf dem bei der Caldera liegenden Gebirgsrücken liegen die sechs höchsten Berge des Gebirges, darunter auch die Poľana (1458 m n.m.). Der östliche Teil des CHKO heißt Veporské vrchy. Im Gegensatz zur Poľana gehört er zum Slowakischen Erzgebirge. Das ganze Gebiet ist zudem durch bizarre Felsenformationen geprägt.
Das ganze Gebiet gehört zum Einzugsgebiet des Hron.

## Flora und Fauna
Auf dem Gebiet des CHKO überwiegen die Wälder. An manchen Stellen eröffnet sich der Ausblick aus den Gebirgswiesen, die lokal poľany (Einzahl poľana) heißen, die auch dem Gebirge seinen Namen gaben. Neben den wirtschaftlichen Wäldern kann man mancherorts noch Urwälder finden, zum Beispiel im Naturreservat Zadná Poľana. Hier wachsen Fichten, Buchen und Ebereschen. Hier vermischt sich die wärmeliebende mit einer Gebirgsflora. Aus den geschützten Pflanzenarten kann man die Ungarische Soldanelle, Trollblume, Tannenbärlapp, Kronen-Lichtnelke, den Rundblättrigen Sonnentau und die Sibirische Schwertlilie finden, ferner auch Pflanzen aus der Familie Orchideen.
Aus den Vogelarten kann man hier Schreiadler, Uhus, Sperlingskäuze, Weißrückenspechte, Ringdrosseln und Schwarzstörche finden. In den Wäldern leben ständig Braunbären, Wölfe und Luchse.

## Besonderer Naturschutz
- Národné prírodné rezervácie (NPR, Nationale Naturreservate)

Hrončecký grúň (55,3 ha, seit 1964)
Ľubietovský Vepor (236,88 ha, 1967)
Zadná Poľana (855,49 ha, 1972)
- Národné prírodné pamiatky (NPP, Nationale Naturdenkmale)

Vodopád Bystrého potoka (3,98 ha, seit 1982)
- Prírodné pamiatky (PP, Naturdenkmale)

Bátovský balvan (0,03 ha, seit 1964)
Havranka (0,013 ha, 1992)
Jánošíková skala (1,68 ha, 1964)
Kalamárka (1,28 ha, 1977)
Melíchova skala (0,30 ha, 1964)
Spády (0,14 ha, 1988)
Veporské skalky (5,22 ha, 1981)
- Prírodné rezervácie (PR, Naturreservate)

Havranie skaly (32,65 ha, seit 1997)
Kopa (5,69 ha, 2001)
Mačinová (4,86 ha, 1993)
Pod Dudášom (6,24 ha, 1980)
Pri Bútľavke (21,5 ha, 1993)
Príslopy (0,22 ha, 1988)
Vrchslatina (18,05 ha, 1993)
- Chránené areály (CHA, Geschützte Areale)

Dolná Zálomská (2,48 ha, 2000)
Horná Chrapková (1,06 ha, 1999)
Hrochotská Bukovina (0,24 ha, 2000)
Meandre Kamenistého potoka (1991)
Quelle: